# Alexander Bullet
 (avril 2012).
Si vous disposez d'ouvrages ou d'articles de référence ou si vous connaissez des sites web de qualité traitant du thème abordé ici, merci de compléter l'article en donnant les références utiles à sa vérifiabilité et en les liant à la section « Notes et références ».
L'Alexander Bullet ou Alexander Eaglerock Bullet était un monoplan à ailes basse doté d'un habitacle fermé conçu à la fin des années 1920 par l'Alexander Aircraft Company. Il se différenciait ainsi des traditionnels biplan construit à cette époque.

## Développement
Malgré son succès, le biplan Alexander Eaglerock n’était pas considéré par les frères Alexander comme une machine satisfaisante. Ils demandèrent donc au bureau d’études de développer un nouvel avion. Albert Mooney, Max Munk du NACA et Ludwig Muther s’associèrent pour dessiner en 1928 un monoplan de tourisme à aile basse cantilever et cabine fermée avec un train escamotable imaginé par Mooney, le premier installé sur un avion de ce type.
- Bullet C : Prototype [X6390] (c/n 1) qui effectua son premier vol le 12 janvier 1928 piloté par Ted Haeuter et Al Mooney. Le moteur Anzani de 120 ch fut rapidement remplacé par un Kinner de 100 ch.

- Bullet C-1 : 2 exemplaires [X8227 et X8228] (c/n 2000/1) avec moteur en étoile Wright J-6-5 de 150 ch. Le [X8228] sera ensuite modifié en Bullet C-3.

- Bullet C-3 : Remotorisation du Bullet C-1 [X8228] avec un Kinner K-5 pour participer aux National Air Races en 1930. Après la course il fut démantelé.

- Bullet C-4 : Alors que les précédents appareils étaient des triplaces pouvant éventuellement embarquer un quatrième passager, ce nouveau prototype [X700H] était un véritable quadriplace, en particulier grâce à son moteur Wright J-6 de 165 ch. Pour une raison inconnue deux Bullet C-5 furent portés sur le registre américain avec la désignation Bullet C-4 [R705H et R774H].

- Bullet C-5 : Version de série du précédent, qui bénéficia d’une certification en Catégorie 2 (2-181), équivalent américain du CNRA dans les années 1930, permettant leur utilisation dans les compétitions aériennes, Edith Foltz et Errett Williams étant les pilotes de course les plus connus ayant volé sur Bullet C-5. C’était une machine délicate à piloter : Le 16 septembre 1929 Errett Williams saute en parachute à la suite d'un problème technique ; cinq jours plus tard L W Sylvester percute durant un essai de vrille qui tourne mal ; Le 7 octobre Shelly Charles doit abandonner en vol son Bullet qu’il ne parvient pas à sortir de vrille et le 5 novembre Lewis Love’s percute, toujours à la suite d’un essai de vrille. On l’aura compris, la sortie de vrille était le gros défaut du Bullet, ce qui explique que le NACA n’ait jamais accordé de certification de type à cette machine, construite finalement à 7 exemplaires : [R705H, R732H, R741H, R747H, R-761H, R771H, et R-774H]. Pour une raison inconnue le premier et le dernier furent portés sur le registre américain avec la désignation Bullet C-4 et les projets de motorisation avec un moteur Comet 7-E ou Axelson (en) B, également de 165 ch, ne furent pas menés à terme. 4 autres cellules furent mises en chantier mais jamais terminées.

- Bullet C-7 : Toujours motorisé avec un Wright J-6 de 165 ch, la dernière version du Bullet faisait l’objet de nombreuses modifications : Le fuselage était allongé, le train d’atterrissage était fixe et soigneusement caréné, les têtes de cylindres du moteur partiellement carénées, l’empennage redessiné. Cet appareil qui allait fortement inspirer les premières productions Mooney est resté unique, mais il fut le premier monoplan à aile basse et cabine fermée à obtenir une certification complète aux États-Unis : ATC 318. [NC309V] (c/n 2013).

## Sources de wp:en
- Denver Posse. The Denver Westerners brand book. p. 246.
- Terry Gwynn-Jones. The air racers: aviation's golden era, 1909-1936. p. 185.
- Donald M. Pattillo. A History in the Making: 80 Turbulent Years in the American General Aviation Industry. p. 8.
- Flying Magazine: 108. August 1985.
- Aeronautics: 28. September 1929.
- Joseph P. Juptner. U.S. Civil Aircraft Series, Volume 8. p. 64.
- Colin Evans. A Question of Evidence: The Casebook of Great Forensic Controversies. p. 62.
- Joseph P. Juptner. U.S. civil aircraft, Volume 4. p. 65.